# Souss
Ne doit pas être confondu avec Sousse.
Le Souss (en tachelhit : ⵜⴰⵎⴰⵣⵉⵔⵜ ⵏ ⵙⵓⵙ, Tamazirt n Sus littéralement: Pays du Souss, et anciennement en arabe : سوس الأقصى, Sus al-Aqsa) est une région historique, culturelle et géographique du Maroc, qui constitue une partie de la région administrative de Souss-Massa, Guelmim-Oued Noun, le sud de Drâa-Tafilalet et l'ancienne région de Marrakech-Tensift-Al Haouz. 
La région est connue pour l'arganier (qui est devenu un symbole du Souss) ainsi que pour être le chef-lieu de l'ethnie des Chleuhs.
Il s'agit d'une région agricole commerciale et touristique majeure du Maroc. La production maraîchère, partagée entre les très grandes exploitations et les petits producteurs, participe au développement économique de la région. La plaine du Souss produit 40 % des agrumes marocains, et 60 % de la production des primeurs. Elle est historiquement une étape du commerce transsaharien.

## Géographie
Pour un article plus général, voir Géographie du Maroc.
Le Souss est une région historique du sud du Maroc, cette région est composée de la plaine du Souss, des montagnes de l'Anti-Atlas aussi appelées "Montagnes du Souss".
Les autres villes importantes sont Inezgane, Ouled Teima, Tiznit, Tafraout, Taroudant, Taghazout, Aït Melloul, Biougra, Aït Baha, Sidi Ifni, Bouizakarne, Taliouine.

### Frontières historiques

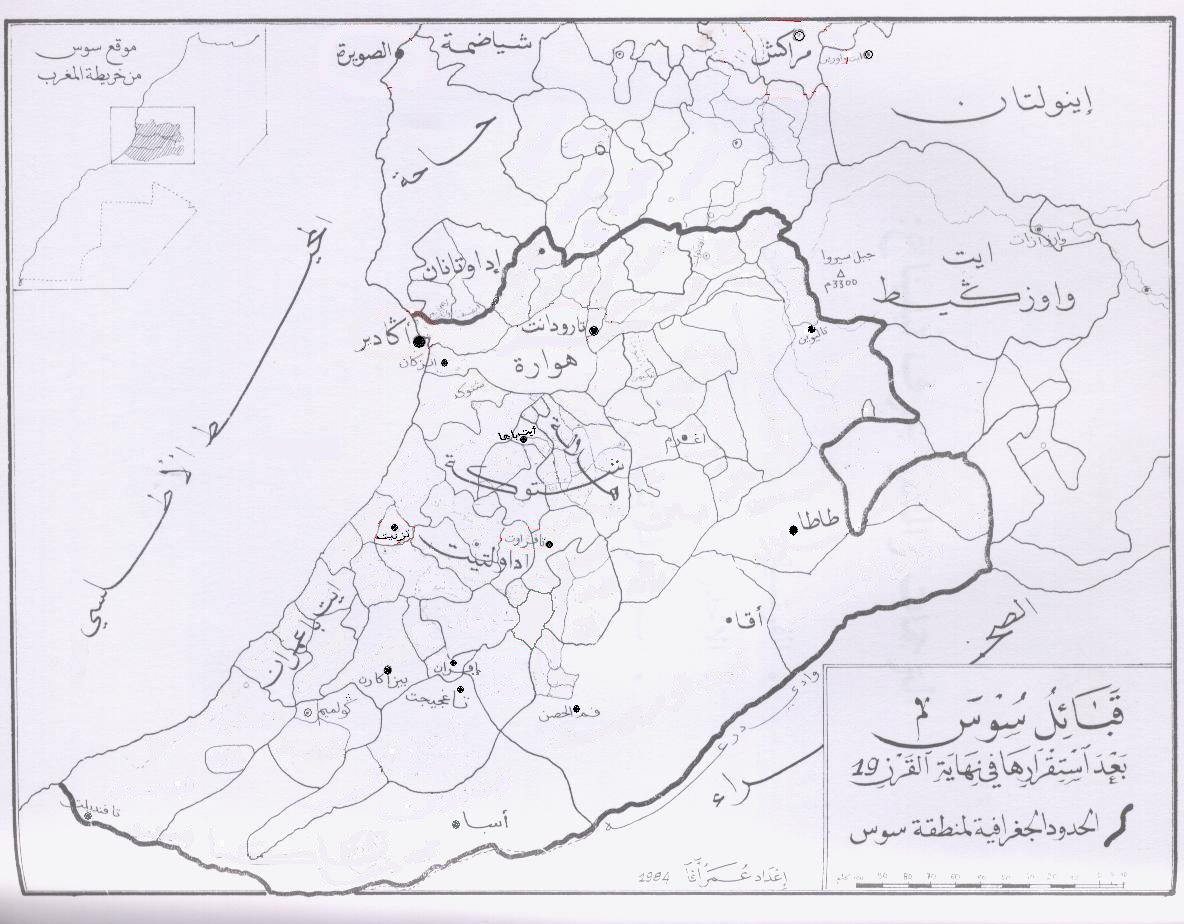
Les tribus de Souss après leur stabilité à la fin du XIXe siècle.

Les historiens de l'époque islamique ont décrit le Souss comme étant le Pays des Guezoula, ils ont donc donné à la zone géographique une dimension humaine, ce qui signifie que Souss est le pays des Guezoula. Abdelwahid al-Marrakushi définit le pays du Souss après avoir parlé de Marrakech, et dit : « Marrakech est la dernière des grandes villes du Maroc qui y est célèbre, et il n'y a pas de ville derrière elle qui a été mentionnée où il y aurait de la civilisation, à l'exception des petites villes de Souss Al-Aqsa. Il y a une petite ville appelée Taroudant, qui est la capitale de Souss, et dans laquelle ses habitants (les habitants du Souss) s'y rassemblent, et une petite ville appelée Zujundar, qui est sur de l'argent, et est habitée par ceux qui extraient ce qu'il y a dans ce minéral, et dans le pays des Guezoula, une ville qui est leur capitale et s'appelle Al-Kest. Et dans le pays de Lamta, une autre ville d'où le nom est aussi Lamta, ces villes-là sont derrière Marrakech, en ce qui concerne Taroudant et Zujundar, j'y suis entré et je les connais, et je connais encore les voyageurs des marchands et autres, surtout la ville des minerais connue sous le nom de Zujundar, quant à la ville des Guezoula et la ville de Lamta, seule les gens de la région s'y rendent. »

Les petites villes mentionnées par Al-Marrakushi de Taroudant à Lamta sont connues à ce jour sous le nom de Souss, parce qu'il a dit: « Les petites villes de Souss Al-Aqsa, en effet Al-Yaqoubi au IXe siècle fait de Souss Al-Aqsa une ville tout comme les villes de Tamdoult (en) et Massa. Ces deux villes étaient parmi les plus importantes des villes soussi. J'ai dit : Quant à Tamdoult (en), elle n'existe pas aujourd'hui, et Massa est toujours en expansion. Al-Yaqoubi a rapidement élargi sa vision et a déclaré: "et le Souss est au-delà des montagnes de Dern, c'est-à-dire au-delà du Haut Atlas, et il se termine à Nol Lamta, où commence la région saharienne. »,. Ceci est similaire à la vision d'Al-Bakri au XIe siècle, qui définit Souss comme étant la région qui est au-delà de Dern pour se terminer au Nol Lamta, où commence le désert. 

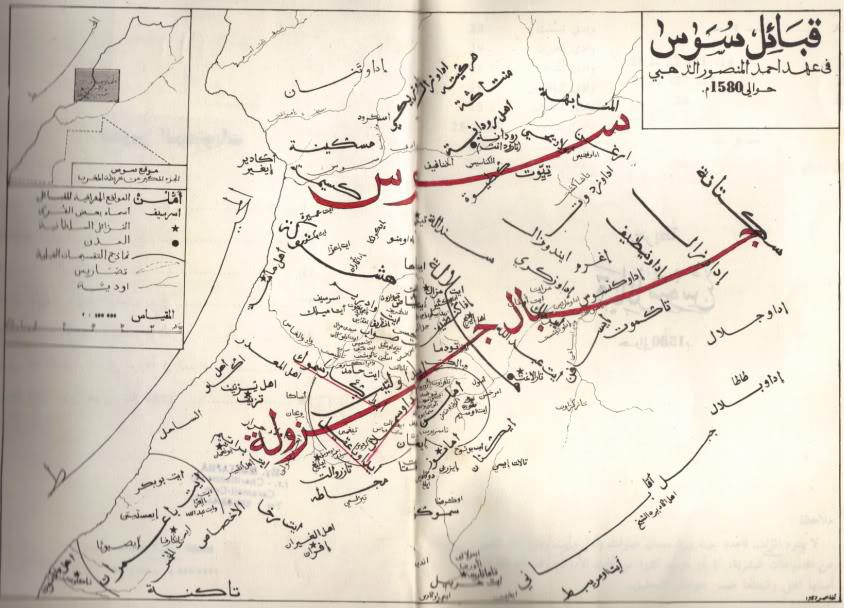
Les tribus du Souss a l'époque d'Ahmed al-Mansour en 1580.

Ibn Khaldoun définit le Souss al-Aqsa comme étant tout ce qui est au-delà de Marrakech, où se trouvent Taroudant et Ifrane et se termine à l'est à l'embouchure de la rivière Draa, et la rivière Sous le traverse jusqu'à la mer. Cette définition est courante à l'époque des Marinides en tant que zone de perception des impôts, où les Marinides divisaient le Maroc en cinq régions de perception des impôts. Cette précision est celle qui prévalait à l'époque saadienne. Deux sources confirment cette définition; le premier est Description de l'Afrique, où Hassan al-Wazzan disait : « Je vais maintenant aborder la région du Souss, qui se trouve derrière l'Atlas, au sud, face au pays de Haha, partant à l'ouest de l'océan, et se terminant au sud dans les sables du désert, et au nord dans l'Atlas. À l'est, à la source de la rivière Souss, d'où cette région est nommée. ». Quant à la deuxième source : le registre de perception des impôts d'Ahmad al-Mansur al-Dhahabi, connu sous le nom de « Diwan des tribus Souss », il contient les noms des tribus soussies connues à cette époque. Le nom "Souss" a été utilisé pour désigner la zone identifiée par ces sources que nous avons évoquée depuis le début de l'ère Alaouite jusqu'à nos jours, qui s'étend au-delà du Haut Atlas au sud jusqu'au désert et de l'océan Atlantique au Vallée du Draa à l'est.
Et dans Souss Al-'Alima du savant Mohamed Mokhtar Soussi, Souss est définie comme suit : « [...] nous entendons par Souss ce qui est localisé entre les pentes sud du Dern jusqu'aux confins du désert, de Ouad Noun et ses tribus Tekna et Rakaibat et autres aux confins de Tata et Saktana. »

### Organisation administrative de la région
La région de Souss Massa a été créée en vertu du Décret no 2.15.40 du 20 février 2015 qui détermine le nombre des régions au Royaume du Maroc, leurs noms, leurs chefs-lieux ainsi les préfectures et provinces qui les composent. En outre, selon la nouvelle division départementale, la région compte deux préfectures (Agadir Ida Ou Tanane et Inzegane Ait Melloul) et 4 provinces (Chtouka Ait Baha, Taroudant, Tata et Tiznit), lesquelles regroupent 175 communes dont 21 communes urbaines et 154 communes rurales.

### Climat
Pour un article plus général, voir Climat du Maroc.

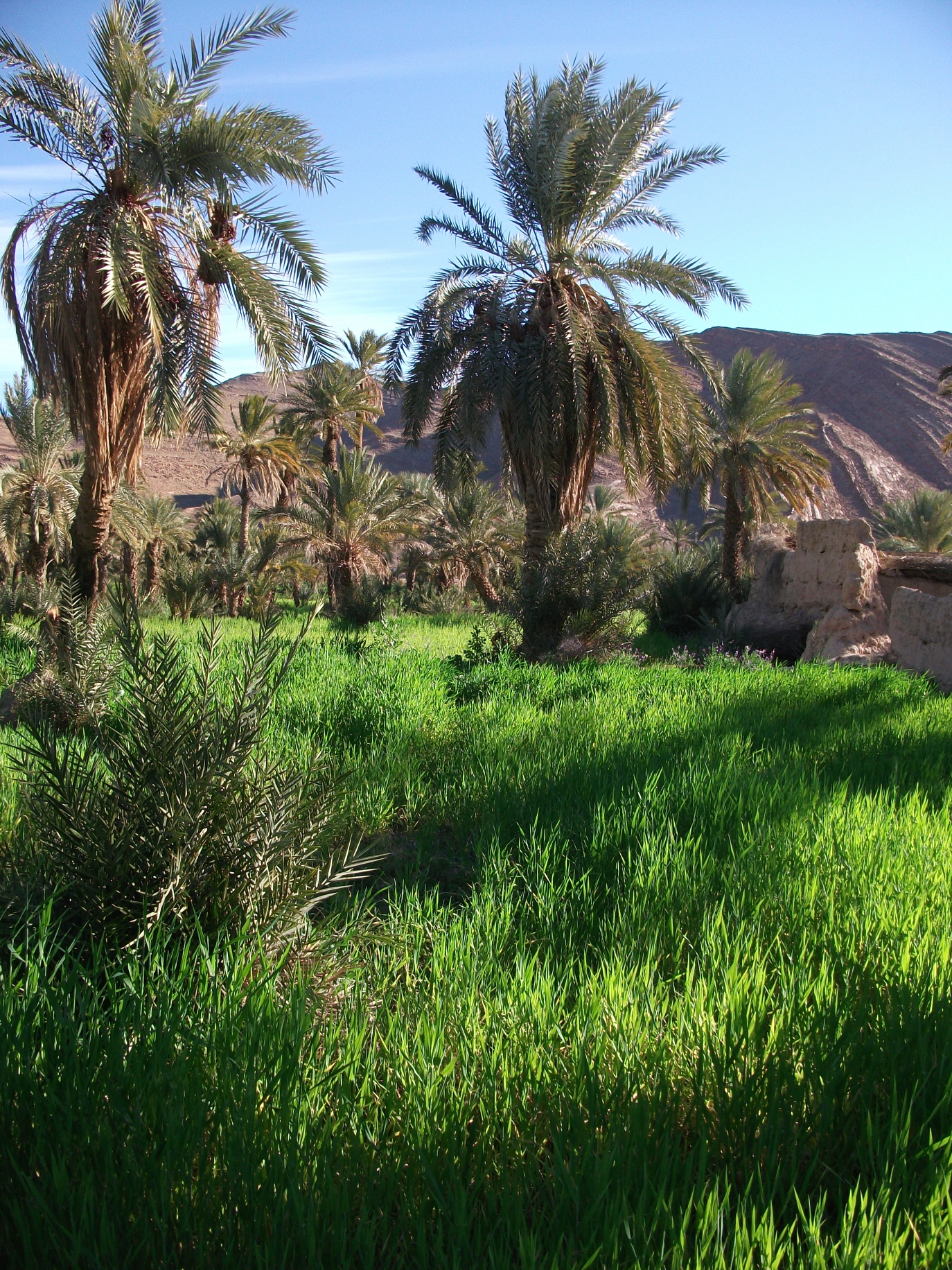
Une oasis dans la région de Tata en plein printemps.

Le Souss connaît des précipitations importantes et des températures modérées, du fait de son ouverture sur l'océan Atlantique, où elle reçoit les influences océaniques humides, et la barrière montagneuse de l'Anti-Atlas constituant une protection contre les influences désertiques chaudes et sèches, ce qui en fait une région riche en ressources en eau, mais du fait de sa surexploitation, elle connaît aujourd'hui un déclin continu, qui nécessite une accélération de sa préservation. Ainsi cette région bénéficie de grands atouts en matière de température et d'ensoleillement qui lui confèrent une réputation internationale dans la production de cultures intensives de contre-saison. La pluviométrie moyenne dans le bassin du Souss-Massa est de 280 mm dans la vallée de l'oued Souss et de 265 mm dans la vallée de l'oued Massa. Elle atteint les 800 mm dans les zones montagneuses du Haut-Atlas (amont d'Aoulouz), et les températures varient de 11°C à 27°C avec une moyenne de 19 °C. L’ensoleillement est de l’ordre de 3000 heures /an.
La région de Souss comporte plusieurs zones climatiques, et peut être divisée en trois parties :
Le nord de la région dominée par le versant sud du Haut-Atlas qui forme une barrière entre le Maroc méditerranéen et le Maroc désertique. Le climat y est humide, à semi-aride en progressant vers la plaine, cette dernière qui occupe la partie inférieure du relief de l'Atlas ainsi que les bassins du Souss et de la Massa, a un climat aride.

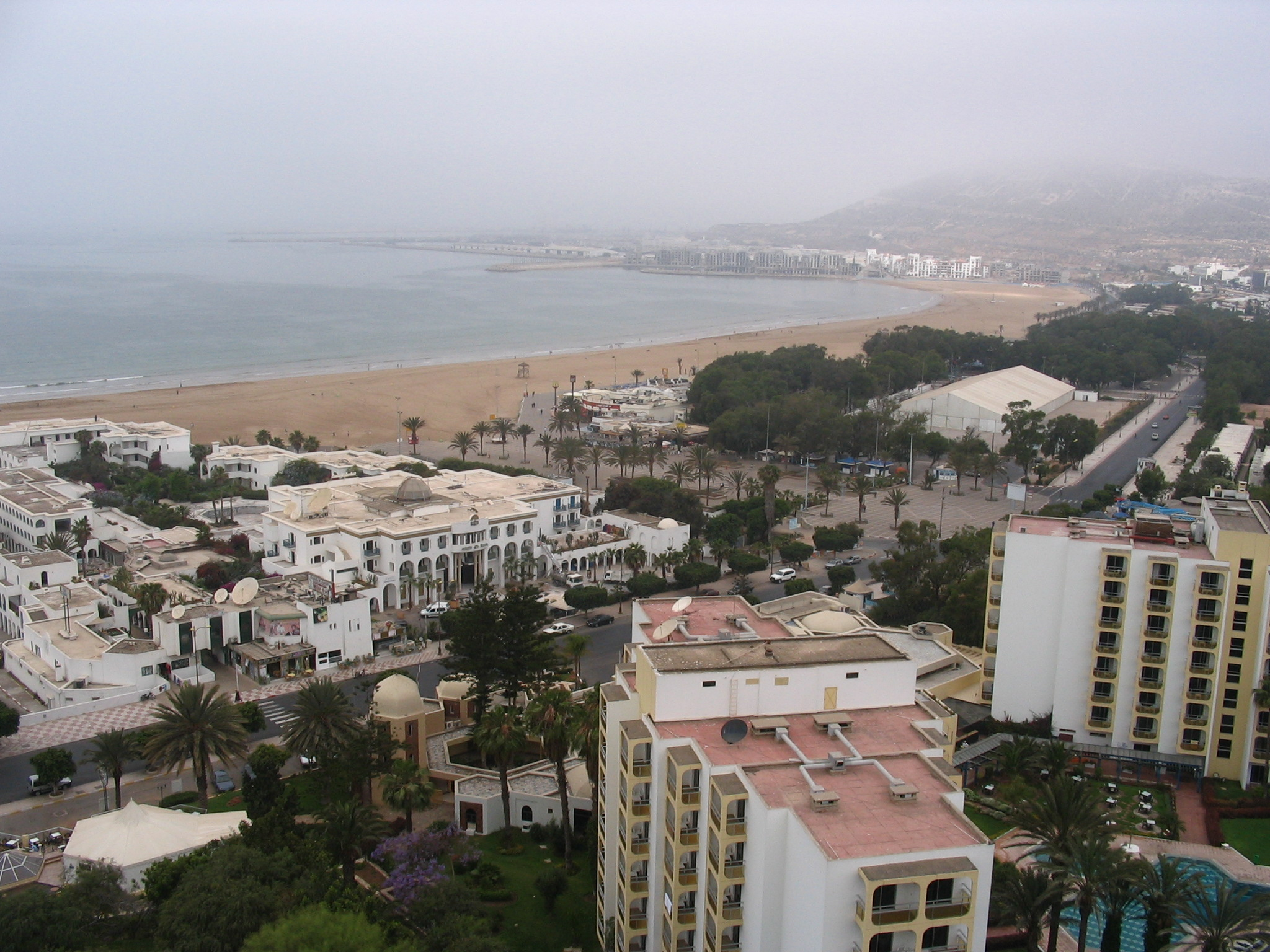
La plage d'Agadir sous la brume.

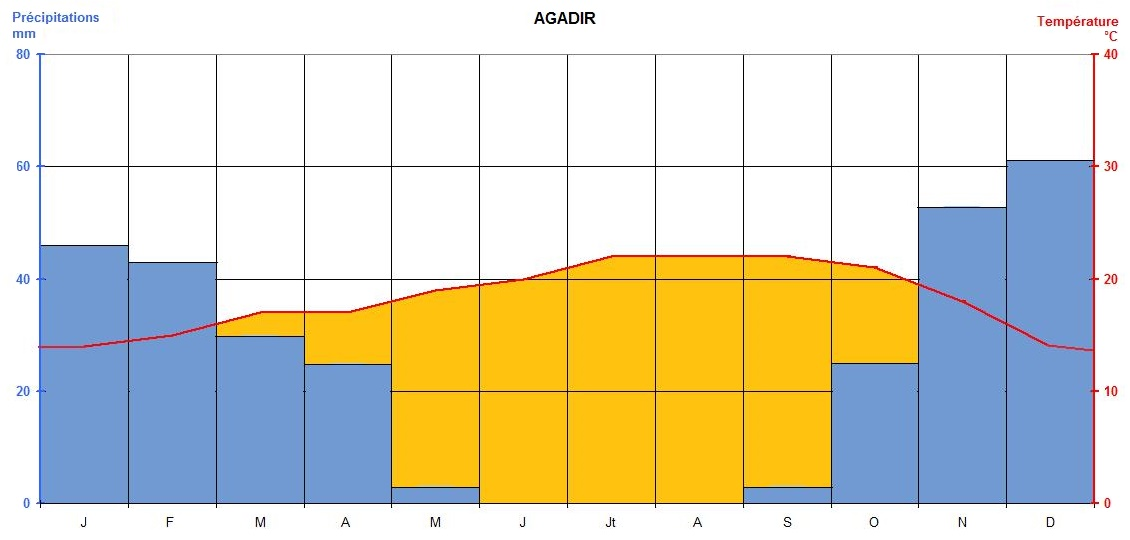
Graphique Ombrothermique Agadir

La plaine du Souss est caractérisée par un climat semi-aride à subdésertique. L'intensité de l'aridité augmente au fur et à mesure que l'on se déplace d'ouest en est et du nord au sud. Le climat de cette région est une dégradation du climat des plaines atlantiques Nord, avec une aridité croissante en allant vers le sud, en raison des influences sahariennes qui commencent à se faire sentir. Le cumul des précipitations est de 353.8 mm à Taroudant, 290.6 mm à Biougra et 270 mm à Agadir. La période des pluies est inférieure à six mois et se concentre essentiellement entre novembre et mars. Comme sur la côte atlantique nord, les brouillards et les rosées sont fréquents et l'ensoleillement y est record, plus de 300 jours de Soleil par an à Agadir. Les températures sont fortement influencées par le front alizé présent tout au long de l'année. Elles varient, donc, très peu entre l'hiver et l'été, et s'échelonnent de 14 à 16 °C en janvier et 20 à 25 °C en juillet. Cependant la région connait parfois des remontées d'air saharien nommées chergui, qui peuvent exceptionnellement et durant quelques jours (2 à 5) faire monter la chaleur au-dessus de 40 °C. Dans cette région pousse le fameux arbre endémique du Sud du Maroc : l'arganier qui y trouve tous les éléments propices à son développement. La région est également célèbre pour ses cultures d'agrumes principalement concentrées dans la plaine du Souss.
| mois               | J  | F  | M  | A  | M  | J  | Jt | A  | S  | O  | N  | D  |
| Température(°C)    | 14 | 15 | 17 | 17 | 19 | 20 | 22 | 22 | 22 | 21 | 18 | 14 |
| Précipitations(mm) | 46 | 43 | 30 | 25 | 3  | 0  | 0  | 0  | 3  | 25 | 53 | 61 |

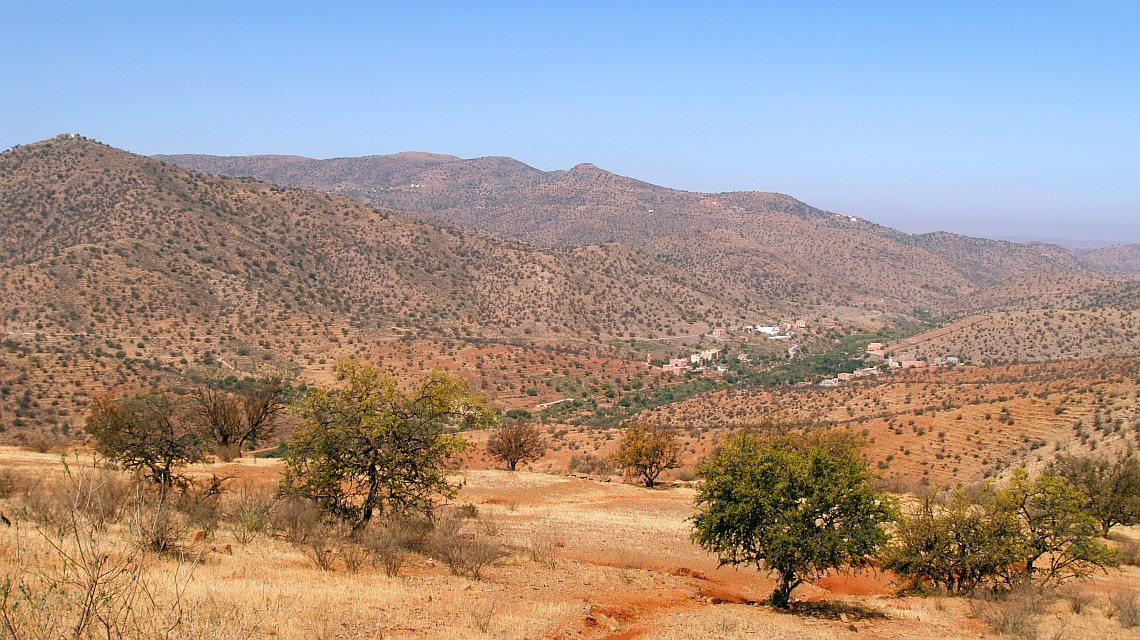
Sur la route d'Ait Baha à Tioulit en été.

Enfin, la partie sud et sud-est de la région qui constitue la face nord du Sahara est couverte par un climat désertique avec des influences montagnardes, étant donné l'altitude. La zone reçoit entre 100 et 200 mm de précipitations (161.9 mm à Taliouine). Les températures moyennes sont très contrastées et sont de 6 à 11 °C en hiver et de 27 à 32 °C en été. Les températures moyennes minimales et maximales sont respectivement de 2.9 °C et 16.8 °C pendant le mois le plus froid en hiver et de 22.5 °C et 38 °C pendant le mois le plus chaud en été à Taliouine. En hiver, les vents frais et humides viennent de l'océan et de la mer. En été, les vents chauds et secs viennent directement du désert. L'altitude accentue le caractère continental du climat désertique, qui est un peu moins sec et moins chaud, particulièrement en hiver, que les plus basses altitudes situées plus au sud qui connaissent des hivers plus chauds et plus secs.

## Population

### Démographie
| Centre urbain | Population (2014) |
| ------------- | ----------------- |
| Agadir        | 420 288           |
| Ait Melloul   | 171 574           |
| Inezgane      | 129 742           |
| Oulad Teima   | 89 303            |
| Taroudant     | 79 553            |
| Tiznit        | 74 067            |

la population totale de la région de Sous Massa dépassait 2,6 millions d’habitants en 2014, soit environ 7,9 % de la population globale du Royaume, contre 7,8 % en 2004. La croissance dans les zones urbaines est plus prononcée que dans les zones rurales. Par conséquent, au cours des dernières décennies, la population de la région de Sous Massa a affiché une croissance relativement moyenne et en baisser continue. En effet, Elle est passée de 1 926 288 habitants en 1994 à 2 324 142 habitants en 2004 pour atteindre 2 676 847 habitants en 2014, cette évolution reflète un taux de croissance annuel moyen de la région de 1,7 %  pendant la période (1994 à 2014): 1,9 % pour la période intermédiaire 1994 à 2004 et 1,4 % pour la période suivante.

### Situation et évolutions linguistiques

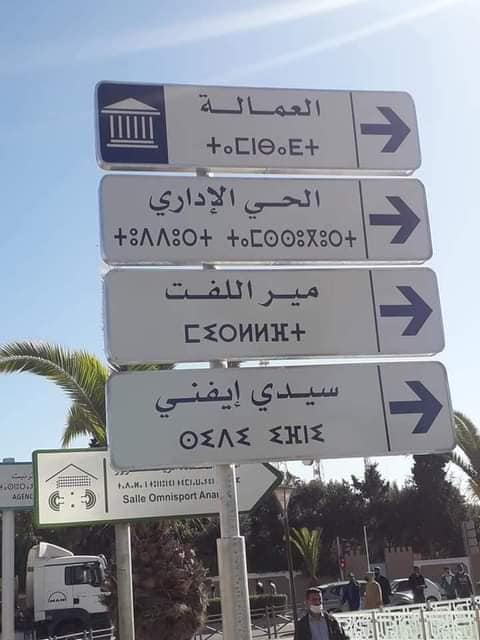
Panneaux de signalisation bilingues arabe-berbère à Tiznit.

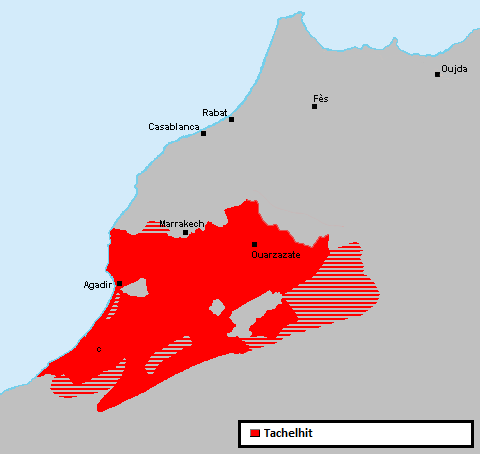
Le Pays Chleuh qui comprend la quasi-totalité du territoire du Souss.

Les Soussi font partie des Berbères (Imazighen), plus précisément du groupe Chleuhs (Ichelhiyen). Leur langue, le chleuh (tachelhit), parlée par la grande majorité de la population, est une variété du berbère (tamazight).
Dans les montagnes du Souss et dans la partie de la plaine du Souss où le chleuh prévaut, il est la langue maternelle et quotidienne de la presque totalité de la population. Là où populations chleuhophones et arabophones sont en contact, un bilinguisme chleuh-arabe marocain est pratiqué de part et d'autre. Quant à l'arabe littéral, son emploi est cantonné au système d'enseignement et aux administrations de l'État central.
Si le territoire des montagnes du Souss (Anti-Atlas et Haut-Atlas) compte peu d'habitants de langue maternelle arabe, la plaine du Souss; surtout les tribus au bord de la vallée du Souss, ont été davantage arabisées. Dans la vallée du Souss, les tribus Houara (Ihuwariyen) ont été arabisées en raison de leur mélange avec les tribus arabes Banu ma'qil qui sont venus du désert après leur première migration de l'est de l'Algérie,.

## Géologie et végétation
Le Souss est, géologiquement parlant, le bassin alluvial de l'Oued Souss, séparé du Sahara par les montagnes de l'Anti-Atlas.
La végétation courante est la savane dominée par l'arganier (Argania spinosa), un arbre endémique ; une partie de la région plantée d'arganiers est maintenant une réserve de biosphère de l'UNESCO qui tente de  protéger cet habitat unique. Une autre espèce endémique est le Dragonnier Ajgal qui pousse surtout autour du Jebel Imzi.

## Histoire
Pour des articles plus généraux, voir Histoire du Maroc et Histoire des Berbères.

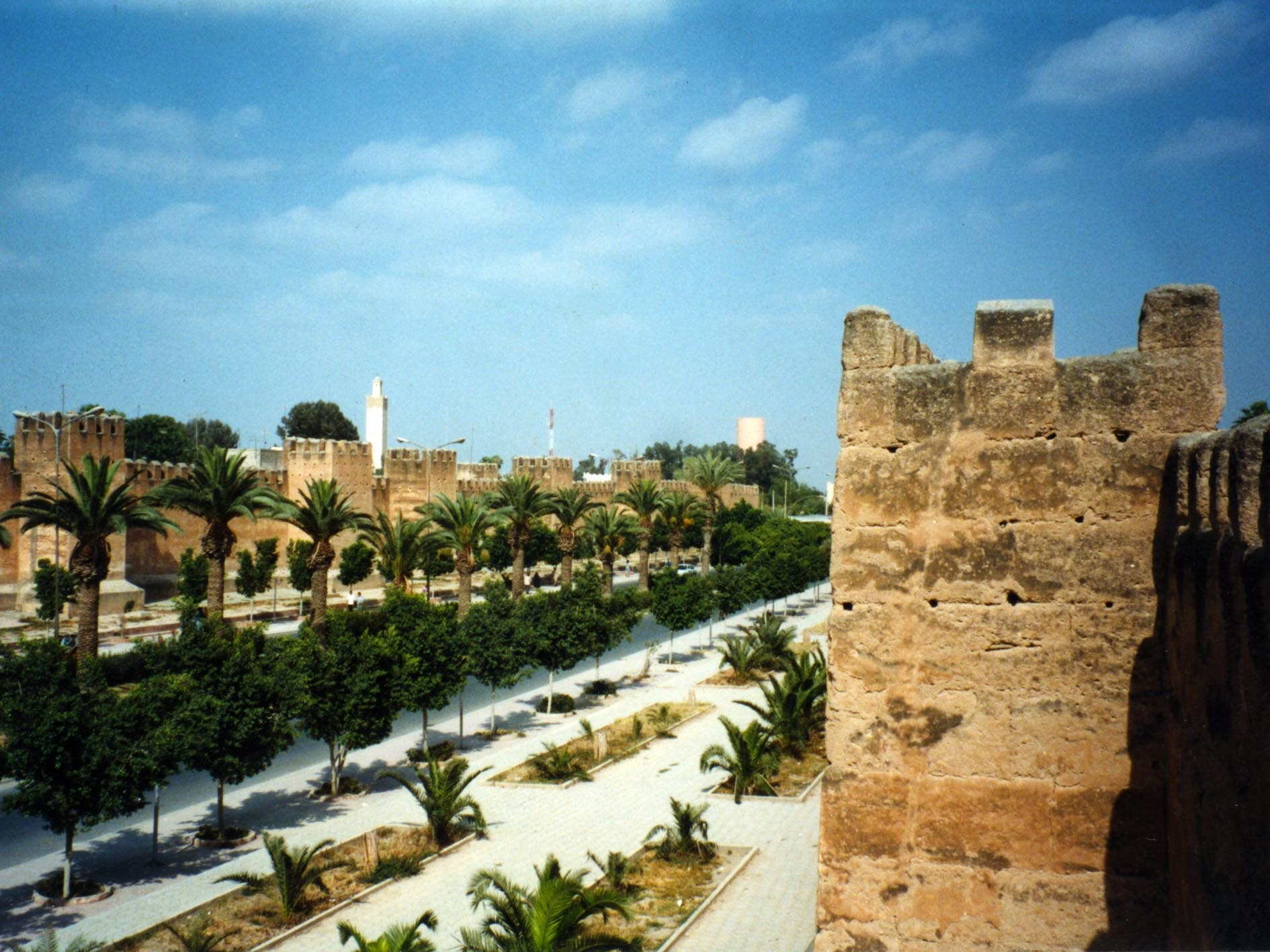
Taroudant en 1998.

Un bassin très bien irrigué a fait du Souss l'une des régions les plus fertiles du Maroc pendant des siècles, connue depuis au moins le XIe siècle pour la culture et l'exportation du sucre. La région connut un règne indépendant des almohades sous l'égide des Ben Yedder entre 1252 et 1354. L'âge d'or du Souss se situe aux alentours du XVIIe siècle pendant l'ère du royaume de Tazeroualt, quand la région entière a bénéficié de l'autonomie et a profité de l'exploitation commerciale du transport de l'or saharien et de la vente du sucre aux commerçants portugais, hollandais et anglais. Le commerce extérieur, à cette époque, se faisait à partir de la baie d'Agadir, située à 10 km au nord de l'embouchure du fleuve Souss.

### Antiquité
La région était habité par des Gétules avec une communauté de Pharusiens. 

Expansion maximale de la dynastie Almoravide

### Almoravides
Abdallah Ibn Yassin, originaire du Souss décida de partir fonder un ribat (sorte de couvent militaire) dans les îles de Tidra (actuelle Mauritanie), persuada plusieurs tribus du Souss et du Sahara et étendit sa domination par le jihad en lançant le mouvement et l'état almoravide. Les Almoravides étendirent leur domination sur une immense partie du grand Sahara (Mauritanie, Sénégal, centre et sud du Maroc, ouest de l'Algérie).

### Almohades
Ibn Tumert (en berbère : ⵓⵜⵓⵎⵔⵜ Ou-Toumert), homme religieux né dans l'anti Atlas  occidental débuta le mouvement almohade à Tinmel et fut le premier à traduire le Coran en berbère. Il réussira à réunir toutes les tribus du Souss pour vaincre la dynastie almoravide avant de se lancer dans tout le Maghreb et l'Ibérie.

### Tazeroualt
Le Tazeroualt est un État indépendant est né au XVIIe siècle, gouverné depuis sa capitale d'Iligh dans les montagnes de l'Anti-Atlas. Sidi Ahmed Ou Moussa Semlali (vers 1463 - vers 1563), un mystique a fondé sa propre zaouia. Les conquêtes de son arrière-petit-fils Sidi Ali Bou Dmia (Abou Hassoun, 1613-1659) lui permirent de se constituer un royaume s'étendant sur le Tazeroualt, le Souss et la région présaharienne comprise entre l'oued Souss et le Drâa.
Le fondateur spirituel de la dynastie Tazerwalt était Ahmed Ou Moussa Semlali, un marabout du Souss né au milieu du XVe siècle et qui s'installa ensuite dans la région de Tazerwalt, où il fonda une zawiya et attira des centaines de fidèles, venus recevoir son enseignement religieux. Ahmed ou Musa a maintenu des relations étroites avec la dynastie saadienne au pouvoir et a pu utiliser sa position religieuse pour se tailler une enclave de pouvoir au sein de l'État saadien. Après sa mort, la tombe d'Ahmed ou Musa est devenue un lieu de pèlerinage et sa progéniture a hérité d'une grande partie de la richesse et du statut qu'il avait acquis en tant que chef spirituel.
La mort du sultan saadien Ahmad al-Mansur en 1603 a déclenché une instabilité politique dans tout le Maroc, à quel point le petit-fils d'Ahmed Ou Moussa Semlali, Ali Bou Dmia, a saisi l'opportunité de transformer le statut religieux de la famille en pouvoir politique. Se nommant émir de Tazerwalt, il fonda une capitale à Iligh et consolida son contrôle sur la région en mobilisant ses fidèles religieux et ses alliances tribales. Contrôlant à la fois les routes commerciales terrestres et les principaux ports tels qu'Agadir, Ali Bou Dmia a extrait les ressources nécessaires pour lever une armée importante (principalement d'esclaves), qu'il a ensuite utilisée pour étendre davantage les frontières vers l'est.

Au milieu du XVIIe siècle, Ali Bou Dmia contrôlait une large bande du Sahara et du Maroc au sud des montagnes de l'Atlas, y compris d'importants centres de commerce transsaharien tels que la vallée du Draa, Sijilmassa, Touat et Taghazza. L'hégémonie de Ali Bou Dmia, cependant, a été menacée par la montée de la dynastie alaouite à Tafilalet, qui à la fin des années 1650 a capturé Sijilmassa et a érodé une grande partie de la puissance économique de Tazerwalt. Ali Bou Dmia est mort en 1659 et fut brièvement remplacé par son fils Muhammad, mais en 1670, les Alaouites rasèrent la capitale de Tazerwalt à Iligh, cimentant ainsi leur contrôle sur le Maroc et mettant définitivement fin à l'indépendance politique de Tazerwalt.

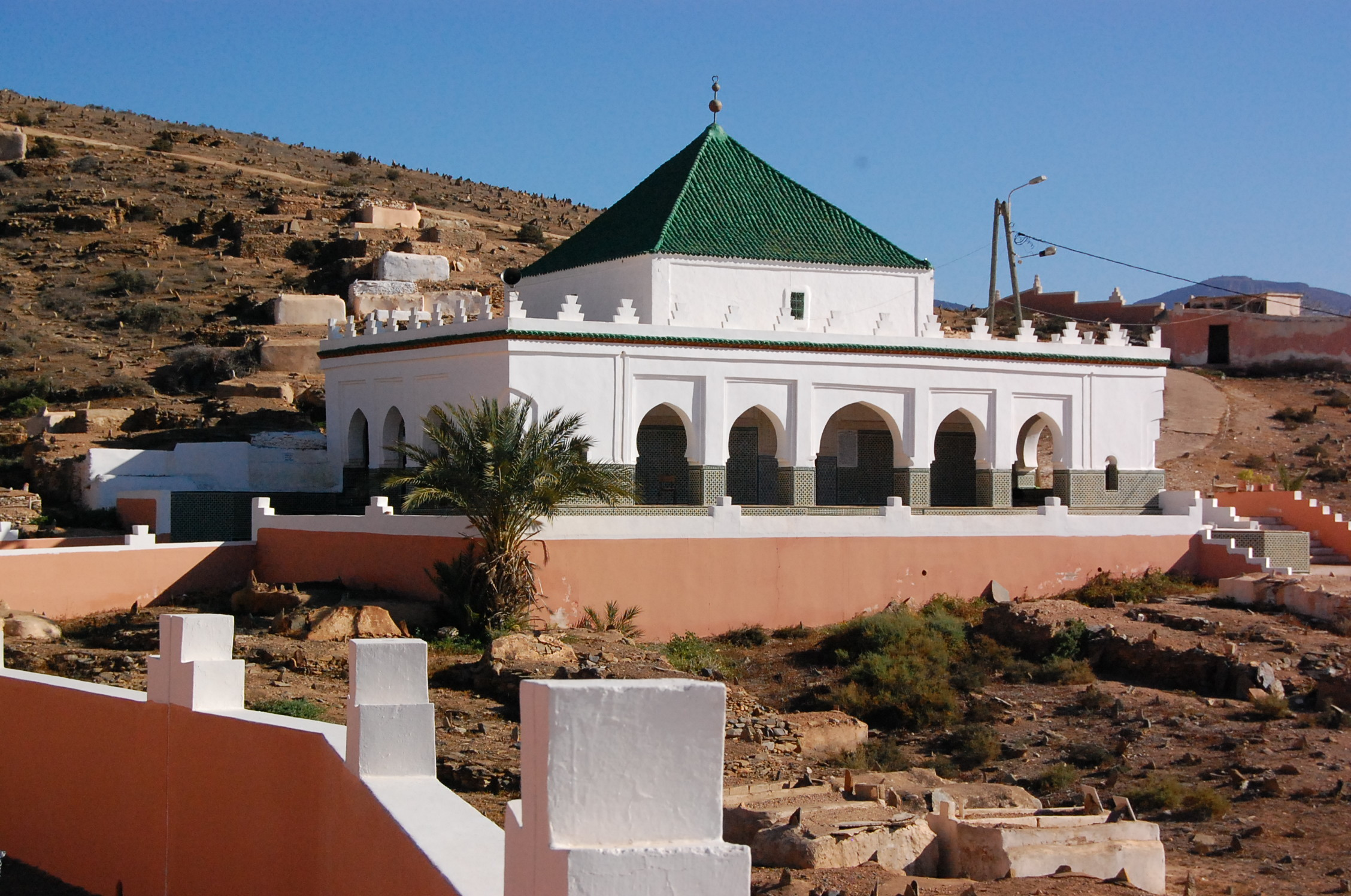
Tombe de Sidi Ahmed Ou Moussa (Ahmad u Musa) à Zawiya Sidi Ahmed Ou Moussa à Tazerwalt, Province de Tiznit.

Après la destruction d'Iligh, les descendants d'Ahmed Ou Moussa Semlali ont perdu la majeure partie de leur pouvoir politique, mais ont pu tirer parti de leurs liens familiaux avec le saint pour maintenir la richesse et le prestige social en tant que « Maison d'Iligh ». Sans jamais défier directement les Alaouites. règne, aux XVIIIe et XIXe siècles, ils ont regagné un pouvoir politique et même militaire important, jouissant d'un degré d'autonomie qui leur a donné le contrôle sur une grande partie de la région du Souss et leur a permis de réglementer le commerce et de mener des relations diplomatiques avec la dynastie alaouite au pouvoir et les puissances européennes .
Aujourd'hui la zawiya de Sidi Ahmed ou Musa reste un lieu de pèlerinage et se situe dans le village de Sidi Ahmed Ou Moussa, qui porte son nom.

### Protectorat français

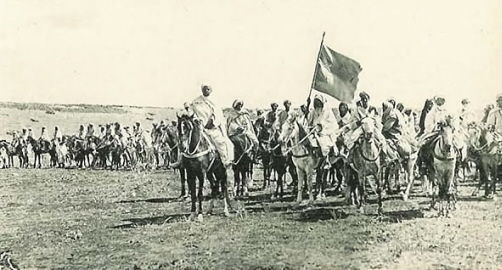
Armée d'Ahmed El-Hiba près de Marrakech

La région du Souss sera le théâtre de plusieurs affrontements contre les forces coloniales.
Ahmed al-Hiba rassemblera les tribus du Souss après le traité de Fès pour combattre la présence française au sein de l'Empire chérifien. Un soulèvement dans le sud du Maroc a vu al-Hiba reconnu en tant que sultan par les tribus de la région de Tiznit, de Taroudant, de l'Anti-Atlas occidental, des régions de Drâa et de Dades, les Chtouka, les Ida ou Tanan, les Mesguina, et les Haouara.. Avec son armée partisane composée de Berbères du Souss et de l'Anti-Atlas ainsi que des tribus nomades du Sahara (Tekna, Ouled Dlim, Rgueybat), il entra à Marrakech le 14 août 1912 et s'y fit proclamer sultan.

## Économie
Grâce à son emplacement au centre du Royaume, le Souss devient rapidement une zone incontournable de la logistique nationale. La région Souss-Massa est la 7e région quant au PIB avec plus de 7 milliards d'euros soit 6,6 % du PIB marocain.

### Industrie
Plusieurs zones industrielles sont présentes dans le Souss tel que la Zone Industrielle d'Ait Melloul, Anza, Tiznit, Sidi Bibi ou encore Tassila. Celles-ci sont concentrées dans le domaine du textile et de la transformation agro-industrielle mais la région commence à se mettre sur le segment des technologies avec la plus grande technopole d'Afrique basée à Agadir et qui permettra d'améliorer la recherche scientifique et la mise en valeur des entreprises axées technologie.

### Commerce
Le Souss fait partie, avec le Mzab (oasis) en Algérie, et l'île de Djerba en Tunisie - elles aussi régions berbères -, des zones intermédiaires de contrôle de commerce en dehors des ports principaux ou villes étapes du Maghreb.
Le principal port de la région est le port d'Agadir. Compte tenu de son Hinterland (arrière-pays), le port d’Agadir joue un rôle important dans le développement de l’économie régionale, et contribue au développement de l’économie nationale ; il constitue le débouché naturel des activités agroalimentaires de la plaine du Souss-Massa et de ses richesses halieutiques.
Le port d’Agadir, essentiellement dédié à la pêche dans le passé, est devenu progressivement un complexe portuaire, englobant à la fois le port de pêche, le port de commerce et le port de plaisance.
La ville d'Inezgane est réputée pour son activité commerciale. En effet, cette ville du Souss est la principale plateforme du commerce de fruits et légumes de tout le Maroc. Elle représente le deuxième pôle commercial du Maroc (après Casablanca) et approvisionne aussi en fruits et légumes plusieurs pays de l’Afrique subsaharienne ainsi que d'Europe de l'Ouest. Au départ d’Inezgane, ce sont en effet 300 à 400 tonnes de fruits et légumes par jour qui sont exportées dans l’informel vers ces marchés par camions.

### Service
La ville d'Agadir est la plus grande station balnéaire du Maroc et la deuxième destination touristique du pays après Marrakech avec plus de 5 millions de nuitées en 2019. La majorité des touristes sont nationaux ou font partie de la diaspora marocaine, néanmoins les touristes et les résidents étrangers viennent nombreux, attirés par un climat doux tout au long de l'année ainsi que pour profiter des "spots" de Taghazout Bay.

### Agriculturespot
Le secteur agricole représente 18 % du PIB de la région. Une bonne partie des produits agricoles du Souss sont exportés en Europe de l'Ouest et en Afrique subsaharienne. Face à la raréfaction de l'eau et l’assèchement de l'eau notamment dans le bassin de Taroudant et de Chtouka, et malgré un ensemble de barrages hydrauliques dans toute la région, plusieurs usines de dessalement de l'eau de mer sont mises en place dont la plus grande au monde sera achevée à Tifnit.

## Patrimoine culturel
La culture soussi appartient à l'ensemble culturel chleuh voire berbère, comme celles des Imazighen d'Asammer, des Zayanes, des Rifains, ainsi que des autres berbérophones d'Afrique du Nord. De par l'histoire et la proximité, elle a considérablement influencé la culture urbaine des villes comme Marrakech.
L'importance du patrimoine architectural, archéologique et immatériel fait du Souss un territoire très riche d’un point de vue culturel. De nombreux évènements rythment la vie des habitants de la région.

### Patrimoine immatériel

#### Bilmawen

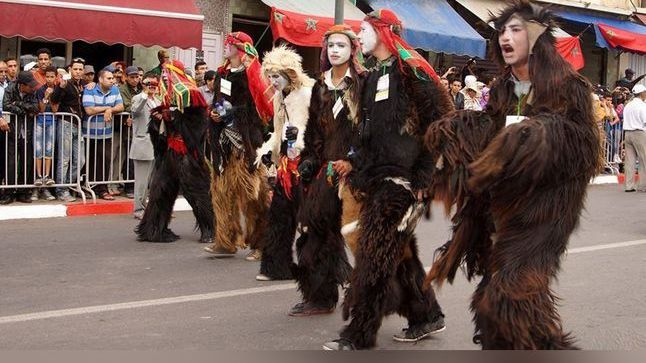
Festivale Bilmawen dans la ville de Dcheira.

Bilmawen est un festival folklorique traditionnel chleuh organisé chaque année à l'occasion de l'Aïd al-Adha dans le Souss et le Haut-Atlas occidental, principalement dans les villes de Dcheira et Inezgane, dans la banlieue sud d'Agadir.
Il s'agit d'individus portant des peaux de bélier ou de chèvre qui ont été abattus pendant l'Aïd avec de la peinture faciale au charbon de bois ou portant des masques et errant dans les rues des quartiers de la ville ou du village, allant de porte en porte pour demander de l'argent ou des peaux de mouton et de chèvre, avec l'aide de groupes populaires pour créer de la joie et du plaisir dans les rangs des spectateurs, et en même temps créer la panique et la peur en particulier chez les enfants et les femmes. Certains disent que toucher la peau que l'on porte peut porter bonheur.
Le carnaval était à l'origine une pratique à dimension religieuse, un rite religieux, ou du moins avait une dimension spirituelle qui s'est transformée au fil du temps en une activité basée sur le déguisement et le masque, pratiquée à des fins festives et comme moyen de s'affranchir des contraintes imposées, règles et normes sociales.

#### Ahwach

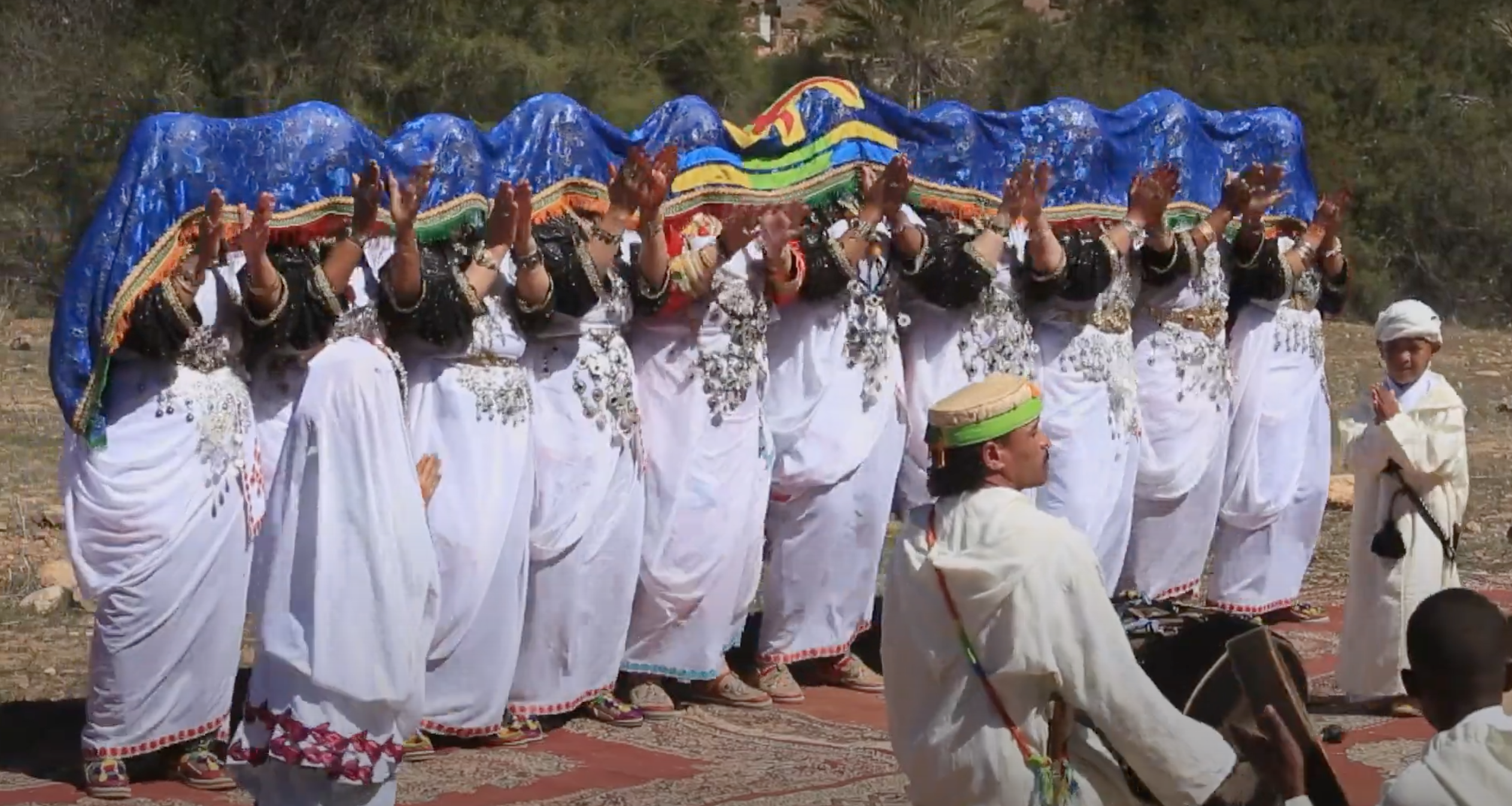
Ahwach n Tfrkhin dans la région de Tafraout.

Ahouach est un style de performance collective chleuh, comprenant danse, chant, poésie et percussions, du sud du Maroc. Le ahwash est exécuté à l'occasion de fêtes locales comme une célébration de la communauté.
Le Ahwach est généralement exécuté par deux grands groupes de personnes, généralement des hommes et des femmes de côtés opposés, qui alternent leurs performances de chant, de danse, de poésie et de percussions sur des tambours à cadre. L'Ahwach est rarement effectué en dehors des villages individuels. En conséquence, l'Ahwach s'est développé de manière quelque peu indépendante entre les différents villages, et les détails des performances diffèrent.

## Évolution des paysages irrigués
Évolution des paysages irrigués DANS LE SOUSS ORIENTAL (Maroc)

## Vie militaire

### Base aéronavale d'Agadir
Créée en 1942 dans une enclave de la Base aérienne existante, la Base d’Aéronautique navale d’Agadir est d'abord utilisée comme plateforme de repli par les formations rescapées de la BAN Port-Lyautey après les combats qui suivent le débarquement américain du 8 novembre 1942. De 1943 à 1945, elle est principalement utilisée par l'US Navy comme base auxiliaire pour les avions patrouilleurs chargés de la protection des convois alliés contre les sous-marins allemands dans la zone des îles Canaries. En 1944, deux flottilles de l’Aéronautique navale, la 6FE et la 8FE, rejoignent Agadir pour participer à ces actions. Après la fin du conflit, elle abrite la flottille de lutte ASM 6F et l’escadrille de surveillance maritime 22S. Elle passe sous le contrôle de la Marine en 1949 et devient base école en 1950. Elle accueille l'escadrille de perfectionnement au pilotage sur multi-moteurs 55S et l'escadrille de l'École du personnel volant 56S. Pendant près de dix ans, elle forme de nombreux pilotes et  le personnel volant de toutes spécialités. Épargnée lors du séisme qui détruit la ville le 29 février 1960, elle intervient pour porter les premiers secours aux sinistrés et sert de plaque tournante pour les évacuations aériennes et l’arrivée de vivres et de matériels. Pendant les semaines qui suivent, elle accueille les victimes et leur procure hébergement, nourriture et soins médicaux. Après une reprise d'activité réduite au deuxième semestre 1960, elle est dissoute et remise aux Forces Royales marocaines en mars 1961.

## Sites d'intérêt

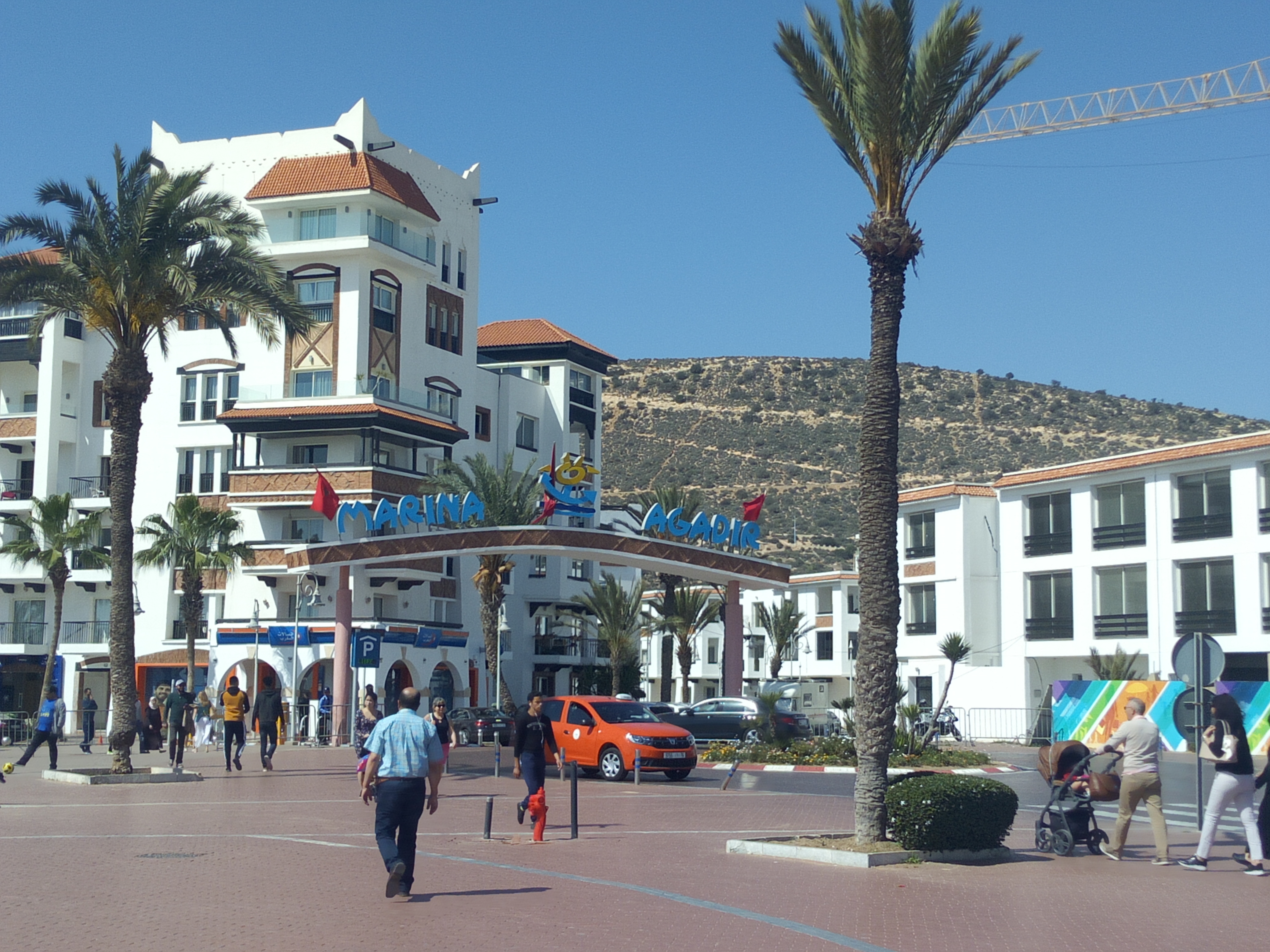
Marina d'Agadir

- Une réserve naturelle qui tente de préserver des animaux en voie de disparition (addax, oryx, plusieurs espèces de gazelles et des autruches à cou rouge).
- La Marina d'Agadir donne une magnifique vue sur la colline d'Agadir Oufella ainsi que sur l'océan Atlantique.
- Le Musée Universitaire des météorites abrite la majorité des météorites retrouvées dans le Sahara.
- Le Festival Timitar est un événement culturel annuel mettant en valeur les musiques soussi et marocaine.

## Personnalités de la région
- Ibn Toumert le fondateur de l'état Almohade
- Ahmed Assid, intellectuel, écrivain et militant politique marocain Amazigh
- Ahmed Adghirni, avocat écrivain, homme politique et militant des droits de l’homme amazigh (berbère) du Maroc.
- Ali Azaykou grand écrivain-poète, historien et intellectuel
- Abdellah Zakour Leader contre le colonialisme français dans la région du Souss.
- Mohamed Mokhtar Soussi, ouléma, écrivain et nationaliste marocain puis homme politique;
- Izenzaren groupe musical chleuh
- Mohamed Ben Lahcen Affani « Père Jégo » : Le Fondateur des deux clubs "Raja" et "Wydad"
- Aziz Akhannouch, homme d'affaires le plus riche du Maroc d'après Forbes, Chef du gouvernement du Maroc depuis le 7 octobre 2021 et secrétaire général du RNI ;
- Mohammed Ben Slimane al-Jazouli chef de la tribu berbère des Guezoula
- Abderrahman Bouftas, homme politique marocain et entrepreneur
- Hassan Abouyoub, homme politique marocain ;
- Mohamed Hassad, homme politique marocain ;
- Salah M'zili, homme politique marocain ;
- Saïd Bounaïlat, nationaliste marocain, un des fondateurs de l'armée de libération et l'UNFP, président du conseil national des anciens résistants et opposant lors des années de plomb ;
- Ali Ibn Houssine Ait Bouftas, nationaliste marocain et première personne de Souss à être décorée par le Wissam Alaoui ;
- Mohammed Khaïr-Eddine, écrivain marocain ;
- Ahmed Rami, écrivain et opposant marocain du Makhzen ;
- Salwa Idrissi Akhannouch (en), PDG du groupe Aksal - Morocco Mall ;
- Tahar Bimezzagh, PDG de Koutoubia ;
- Saïd Mohamed Fadile, entrepreneur, propriétaire de Petromin Maroc ;
- Jamal Erraji, entrepreneur, propriétaire du thé Sultane ;
- Abdellah Rhallam, président le plus titré de l'histoire du Raja Casablanca de 1992 à 1998 et de 2007 à 2010) ;
- Mohamed Lahyani, arbitre de tennis considéré parmi les meilleurs de l'histoire du tennis au monde ;
- Rachid Taoussi, entraîneur de football qui avait dirigé l'équipe nationale marocaine ;
- Omar Hilale, diplomate marocain, actuel Représentant permanent du Maroc aux Nations unies à New York ;